# 鲁斯塔姆纳加尔萨哈斯普尔
鲁斯塔姆纳加尔萨哈斯普尔（Rustamnagar Sahaspur），是印度北方邦Moradabad县的一个城镇。总人口14198（2001年）。

## 人口
该地2001年总人口14198人，其中男性7564人，女性6634人；0—6岁人口2847人，其中男1530人，女1317人；识字率31.33%，其中男性为39.29%，女性为22.25%。